# 奧什米亞內

奧什米亞內是白俄羅斯的城市，位於首都明斯克西北130公里，距離維爾紐斯25公里，毗鄰與立陶宛接壤的邊境，由格羅德諾州負責管轄，海拔高度200米，2009年人口14,160。

## 外部連結
- Current Coat of Arms of Ashmiany
- Lejeune book （页面存档备份，存于）
- The History of Oshmana by Hosea Soltz (Tel-Aviv) （页面存档备份，存于）
- Photos on Radzima.org （页面存档备份，存于）
- PolishRoots Description
- www.bfcollection.net
- www.tourgrodno.by
- www.eilatgordinlevitan.com （页面存档备份，存于）
- Population of Ashmyany by mother tongue in 1897

54°25′N 25°56′E / 54.417°N 25.933°E